# Sherwood Dixon
John Sherwood Dixon (* 19. Juni 1896 in Dixon, Illinois; † 17. Mai 1973 ebenda) war ein US-amerikanischer Politiker. Zwischen 1949 und 1953 war er Vizegouverneur des Bundesstaates Illinois.

## Werdegang
Über die Jugend und Schulausbildung von Sherwood Dixon ist nichts überliefert. Er war während des Ersten Weltkrieges Soldat in den amerikanischen Streitkräften und gehörte der Nationalgarde von Illinois an. Während des Zweiten Weltkrieges diente er ebenfalls in der United States Army. Politisch wurde er Mitglied der Demokratischen Partei. 1938 saß er im Staatsvorstand seiner Partei. In den Jahren 1940, 1952 und 1956 war er Delegierter bzw. Ersatzdelegierter zu den jeweiligen Democratic National Conventions.
1948 wurde Dixon an der Seite von Adlai Stevenson zum Vizegouverneur von Illinois gewählt. Dieses Amt bekleidete er zwischen dem 10. Januar 1949 und dem 12. Januar 1953. Dabei war er Stellvertreter des Gouverneurs. Im Jahr 1952 kandidierte er erfolglos für das Amt des Gouverneurs seines Staates. Er starb am 17. Mai 1973 in seiner Heimatstadt Dixon.